# فيرونيكا فيشر
فيرونيكا فيشر (بالألمانية: Veronika Fischer)‏ هي مغنية ألمانية، ولدت في 28 يوليو 1951 في Wölfis ‏ في ألمانيا.

## وصلات خارجية
- فيرونيكا فيشر على موقع IMDb (الإنجليزية)
- فيرونيكا فيشر على موقع ميوزك برينز (الإنجليزية)
- فيرونيكا فيشر على موقع أول ميوزيك (الإنجليزية)
- فيرونيكا فيشر على موقع ديسكوغز (الإنجليزية)
- فيرونيكا فيشر على موقع قاعدة بيانات الفيلم (الإنجليزية)
- فيرونيكا فيشر على موقع كينوبويسك (الروسية)